# Божево (Серпецький повіт)
Божево (пол. Bożewo) — село в Польщі, у гміні Мохово Серпецького повіту Мазовецького воєводства.
Населення — 446 осіб (2011).

## Демографія
Демографічна структура станом на 31 березня 2011 року:
|          | Загалом | Допрацездатний вік | Працездатний вік | Постпрацездатний вік |
| -------- | ------- | ------------------ | ---------------- | -------------------- |
| Чоловіки | 219     | 55                 | 146              | 18                   |
| Жінки    | 227     | 54                 | 135              | 38                   |
| Разом    | 446     | 109                | 281              | 56                   |